# Mokrzyca (Ustka)
Mokrzyca (kaszb. Mòkrzëca, niem. Hohenhagen) – część miasta Ustka, obejmująca teren między ul. Ogrodową a Wodnicą, na prawym brzegu Słupi w pobliżu linii kolejowej Piła Główna - Ustka, ze zlikwidowanym przystankiem Mokrzyca, dawna wieś 10 czerwca 1996 włączona w granice administracyjne Ustki.

## Nazwa
Nazwa została nadana urzędowo w 1948, jest tzw. chrztem nazewniczym o charakterze pseudotopograficznym. Jest utworzona poprzez dodanie do przymiotnika mokry formantu -ica. Nazwa niemiecka Hohenhagen, pierwszy raz wzmiankowana w 1937, ma charakter toponimiczny i jest złożeniem przymiotnika hoch „wysoki” i rzeczownika Hagen „ogrodzenie, ogrodzony teren”.
Żywotność nazwy jest niska – nie funkcjonuje ona w przestrzeni miejskiej, a w 2005 roku podjęto próbę wykreślenia jej z rejestru TERYT.
Rada Języka Kaszubskiego proponuje kaszubską formę nazwy Mòkrzëca.